# Chaudière-Appalaches
Chaudière-Appalaches es una región administrativa de la provincia canadiense de Quebec, situada en la margen sur del río San Lorenzo. Debe su nombre al río Chaudière, que la atraviesa de sur a norte, y a los montes Apalaches, que comprenden toda su parte sur.

## Demografía
- Población: 396.171 (2005)
- Superficie: 15.071 km²
- Densidad de población: 26,3 hab./km²
- Tasa de natalidad: 10,0 ‰ (2005)
- Tasa de mortalidad: 6,9 ‰ (2005)

Fuente: Institut de la statistique du Québec

## Componentes
La región de Chaudière-Appalaches se compone de 10 municipios regionales de condado (MRC) o territorios equivalentes (TE).  Hay 136 entidades locales, todos municipios.
MRC y TE de Chaudière-Appalaches
| Código | MRC o TE (Antiguo nombre, entre paréntesis)  | CM  | Superficie total (km²) | Superficie (agua) (km²) | Superficie (tierra) (km²) | Población 2014 | Densidad (hab/km²) | Fecha de constitución | Prefecto | Mun. | ERI | TNO | Loc. | Sede                        | Otros municipios más poblados        |
| ------ | -------------------------------------------- | --- | ---------------------- | ----------------------- | ------------------------- | -------------- | ------------------ | --------------------- | -------- | ---- | --- | --- | ---- | --------------------------- | ------------------------------------ |
| 170    | L'Islet                                      |     | 2459                   | 360                     | 2099                      | 18 386         | 8,8                | 01.01.1982            | A        | 14   | -   | -   | 14   | Saint-Jean-Port-Joli        | L'Islet                              |
| 180    | Montmagny                                    |     | 2060                   | 467                     | 1693                      | 22 823         | 13,5               | 01.01.1982            | A        | 14   | -   | -   | 14   | Montmagny                   |                                      |
| 190    | Bellechasse                                  |     | 1812                   | 58                      | 1754                      | 36 789         | 21,0               | 01.01.1982            | A        | 20   | -   | -   | 20   | Saint-Lazare-de-Bellechasse | Saint-Henri                          |
| 250    | Lévis (Cataratas del Chaudière y Desjardins) | CMQ | 498                    | 51                      | 447                       | 142 894        | 319,3              | 01.01.2002            | V        | 1    | -   | -   | 1    | Lévis                       |                                      |
| 260    | Nueva Beauce                                 |     | 915                    | 10                      | 905                       | 36 939         | 40,8               | 01.01.1982            | A        | 11   | -   | -   | 11   | Sainte-Marie                | Saint-Lambert-de-Lauzon              |
| 270    | Robert-Cliche                                |     | 846                    | 7                       | 839                       | 19 606         | 23,4               | 01.01.1982            | A        | 10   | -   | -   | 10   | Beauceville                 | Saint-Joseph-de-Beauce               |
| 280    | Les Etchemins                                |     | 1822                   | 15                      | 1807                      | 16 986         | 9,4                | 01.01.1982            | A        | 13   | -   | -   | 13   | Lac-Etchemin                | Saint-Prosper                        |
| 290    | Beauce-Sartigan                              |     | 1977                   | 24                      | 1953                      | 52 542         | 26,9               | 01.01.1982            | A        | 16   | -   | -   | 16   | Saint-Georges               | Saint-Côme—Linière                   |
| 310    | Les Appalaches                               |     | 1987                   | 75                      | 1912                      | 52 542         | 22,4               | 01.01.1982            | A        | 19   | -   | -   | 19   | Thetford Mines              |                                      |
| 330    | Lotbinière                                   |     | 1754                   | 91                      | 1663                      | 31 269         | 18,8               | 01.01.1982            | A        | 18   | -   | -   | 18   | Sainte-Croix                | Saint-Apollinaire                    |
| 12     | Chaudière-Appalaches                         |     | 16 130                 | 1058                    | 15 072                    | 421 063        | 27,9               | .                     | ...      | 136  | -   | -   | 136  | Montmagny                   | Lévis, Saint-Georges, Thetford Mines |

Mun.: : Comunidad metropolitana; CMQ: Comunidad metropolitana de Quebec; * Parte; Mun. : Número de municipios; ERI : Establecimiento o reserva india; TNO: Territorio no organizado; Loc.: Entidades locales.  Prefecto: (Modo de nombramiento del prefecto): A Para y entre los alcaldes de los municipios del MRC, E Elecciones generales, V Como el territorio equivalente es una ciudad, el alcalde es prefecto también.
- Navigateurs (Lotbinière, Lévis)
- Beauce-Etchemin (Les Etchemins, La Nouvelle-Beauce, Beauce-Sartigan et Robert-Cliche)
- Appalaches (Les Appalaches)
- Côte-du-Sud (Bellechasse, Montmagny et L'Islet)